# غانم عبد الجليل

الصفحة الأولى من جريدة الجمهورية بتاريخ 8 آب 1979 ويظهر فيها خبر قرار حكم الإعدام بغانم عبد الجليل سعودي

غانم عبد الجليل سعودي هو سياسي عراقي بعثي ولد عام 1938 في بغداد، وأعدم في 8 آب 1979 إثر قضية قاعة الخلد.
انتمى لصفوف حزب البعث عام 1954. سجن في قضية محاولة اغتيال عبد الكريم قاسم لمدة 7 سنوات وخرج ضمن عفو عام سنة 1962، رغم أنه لم يكن من المشاركين في تلك المحاولة.
تخرج في كلية القانون والسياسة سنة 1965. فصل من الوظيفة مرتين واعتقل عدة مرات بسبب نشاطه السياسي.
عين محافظا لكركوك سنة 1970 ثم ديالى سنة 1971، ثم مديرا عاما للموانئ العراقية سنة 1971 كذلك. انتدب لإدارة أعمال الشركة العراقية للعمليات النفظية بعد قرار تأميم النفط في 1 حزيران 1972.
انتخب عضوا في القيادة القطرية لحزب البعث مطلع سنة 1974، ثم عين مديرا لمكتب نائب رئيس مجلس قيادة الثورة صدام حسين في آذار 1974، ثم تولى وزارة التعليم العالي والبحث العلمي في 11 تشرين الثاني 1974 حتى 23 كانون الثاني 1977. استمر بعدها بمنصب وزير دولة كونه يشغل منصب عضو في مجلس قيادة الثورة.